# Плантејшон (Флорида)
Плантејшон (енгл. Plantation) град је у америчкој савезној држави Флорида. По попису становништва из 2010. у њему је живело 84.955 становника.

## Демографија
Према попису становништва из 2010. у граду је живело 84.955 становника, што је 2.021 (2,4%) становника више него 2000. године.
| Група             | 2000.          | 2010.          |
| Белци             | 56.411 (68,0%) | 45.599 (53,7%) |
| Афроамериканци    | 11.426 (13,8%) | 17.217 (20,3%) |
| Азијати           | 2.390 (2,9%)   | 3.297 (3,9%)   |
| Хиспаноамериканци | 10.860 (13,1%) | 17.372 (20,4%) |
| Укупно            | 82.934         | 84.955         |